# Wilko Risser
Pour les articles homonymes, voir Risser.
Wilko Rudi Risser est un footballeur amateur international namibien né le 11 août 1982  à Windhoek. Il possède la double nationalité allemande par ses parents d'origine allemande.
Attaquant central, droitier, il est international namibien depuis 2007, et a marqué 5 buts en 14 matchs avec la sélection.
Il est lié par contrat jusqu'en 2008 avec le club amateur de Schalke 04 II, après quelques mois sans club.
Il rejoint à l'été 2008 le club de quatrième division de l'Eintracht Trier. Le 2 août 2009, Risser et son équipe créent la sensation en coupe d'Allemagne en éliminant le club de première division de Hannovre (victoire 3-1), puis le club de deuxième division d'Arminia Bielefeld (4-2 a.p., où Risser inscrit un but), avant d'être éliminé par Cologne. 
Il a un frère dénommé Oliver Risser jouant aussi dans l'équipe namibienne.

## Carrière
- 2003-2004 : SpVgg EGC Wirges ( Allemagne)
- 2004-2006 : FV Engers 07 ( Allemagne)
- 2006-2007 : SG Eintracht Lahnstein ( Allemagne)
- 2007-2008 : Schalke 04 II ( Allemagne)
- 2008-2010 : SV Eintracht Trèves 1905 ( Allemagne)
- 2010-2011 : SV Elversberg ( Allemagne)
- 2011-2012 : Floriana ( Malte)
- 2012 : Aldershot Town ( Angleterre)
- 2012-2013 : Chippa United ( Afrique du Sud)